# Teenage Mutant Ninja Turtles : Depuis les ombres
Teenage Mutant Ninja Turtles : Depuis les ombres (Teenage Mutant Ninja Turtles: Out of the Shadows) est un jeu vidéo d'action-aventure développé par Red Fly Studio et édité par Activision, sorti en 2013 sur Windows, PlayStation 3 et Xbox 360.

## Accueil
- IGN : 6,5/10[1]